# Observatoire de l'université Yale
L'observatoire de l'université Yale (en anglais : Yale University Observatory) est une institution fondée en 1830 et gérant un complexe de bâtiments et d'instruments destinés à la recherche astronomique du département d'astronomie de l'université Yale. Elle est située à New Haven, dans l'État du Connecticut, aux États-Unis.